# Quiina negrensis
Quiina negrensis är en tvåhjärtbladig växtart som beskrevs av Albert Charles Smith. Quiina negrensis ingår i släktet Quiina och familjen Ochnaceae. Inga underarter finns listade i Catalogue of Life.